# Pravna psihologija
Pravna psihologija zajema sodelovanje pravnih psihologov s sodišči v primerih odločanja v zvezi s skrbništvom otrok, sestavljanja porote, presojanja obtoženčeve kompetentnosti razumeti kazenske, civilne in druge sodne postopke ter sprejemanja sodnih odločb glede krivde, višine in oblike kazni, reševanja sporov, poravnav ipd.

## Opredelitev
Delo pravnih psihologov zajema ugotavljanje osebnostnih lastnosti, vedenja in duševnih procesov oseb, ki so vključene v sodne postopke (npr. obtoženci, žrtve in priče v kazenskem postopku) in pomoč pri pripravi omenjenih oseb za sodni proces. S tem lahko dosežemo učinkovitejše vodenje kazenskega ali civilnega postopka in sprejemamo primernejše sodne odločitve.

## Razvoj področja
Sociološko preučevanje sodnih praks je ustvarilo pogoje za razvoj pravne psihologije. Hugo Münsterberg je bil v svoji knjigi On the Witness Stand kritičen do pravnega sistema v Združenih državah Amerike, ki ni upošteval relevantnosti psihologije pri pravnih postopkih, ker pa je v svojem pisanju Münsterberg preveč precenjeval uporabnost psihologije na pravnem področju, ga praktikanti prava niso jemali resno. Poleg tega Cairns navaja, da so se razdori pojavljali tudi znotraj področja psihologije, na primer s strani profesorja Edwarda Titchenerja iz univerze Cornell, ki je bil mnenja, da je poglavitna naloga psihologije zgolj in samo znanstveno raziskovanje, ne pa tudi apliciranje teh spoznanj v prakso. Potemtakem ni presenetljivo, da prvi poskusi združevanja področja psihologije in prava niso bili uspešni.
Psihologija in pravo sta si v mnogočem podobna, prav tako pa je med njima tudi veliko razlik. Haney je opredelil osem težav, ki po njegovem predstavljajo vir konflikta med obema disciplinama: 
- pravo poudarja konservatizem, psihologija poudarja kreativnost,
- pravo je avtoritarno, psihologija je empirična,
- v pravu gre za nasprotje dveh strani; psihologija temelji na eksperimentiranju,
- pravo je predpisovalno, psihologija je opisovalna,
- pravo je idiografsko, psihologija je nomotetična,
- pravo poudarja gotovost, psihologija je probabilistična,
- pravo je reaktivno, psihologija je proaktivna,
- pravo je operacionalno, psihologija je akademska.

Razvidno je, da disciplini operirata z različnimi predpostavkami o človeku samem. Pravo, civilno ali kazensko, navadno predvideva svobodno voljo in poudarja posameznikovo odgovornost v kontrastu s tendenco mnogih psiholoških teorij, ki poskušajo osvetliti tudi dejavnike podzavesti in dejavnikov, ki se jih ne da nadzirati in določajo posameznikovo vedenje. Poleg tega so psihološke informacije same po sebi statistične, naloga pravnega sistema pa je klinična in diagnostična . Kot je dejal Clifford, se disciplini razdvajata na nivoju vrednosti, osnovnih predpostavk, njunih modelov, pristopov, kriterijev razlaganja in metod.

## Sodno izvedenstvo
Zakon o sodiščih v svojem 84. členu opisuje sodne izvedence kot osebe, imenovane za neomejen čas s pravico in dolžnostjo, da sodišču na njegovo zahtevo podajo izvid in mnenje glede strokovnih vprašanj, za katera tako določa zakon ali glede katerih sodišče oceni, da mu je pri njihovi presoji potrebna pomoč strokovnjaka. 
 Osebe, imenovane za sodnega izvedenca, se smejo sklicevati na ta status: 
- kadar dajejo izvide, mnenja in cenitve na zahtevo sodišča v sodnem postopku,
- kadar dajejo izvide, mnenja in cenitve na zahtevo upravnega organa v upravnem postopku ali
- če drug zakon ali uredba določa njihovo delovanje.[8]

### Psihologi kot sodni izvedenci
Eden prvih psihologov, ki je kot sodni izvedenec pričal v kazenskem sojenju, je bil J. Varendonck v Belgiji leta 1911 . Zahteva po sodnih izvedencih s področja psihologije se je od 80. let 20. stoletja znatno povečala, kar kaže na rast vrednosti psihološkega pričanja in njihovega edinstvenega prispevka v sodnih procesih. Danes so pravni psihologi kot sodni izvedenci uveljavljeni na obeh straneh Atlantika .
Britanski forenzični psiholog Haward  je identificiral štiri vloge, v katerih se forenzični psihologi (v širokem smislu, vključujoč pravne psihologe) pojavljajo na sodiščih kot sodni izvedenci:
- eksperimentalna vloga: vključuje posredovanje znanja o principih kognitivnega delovanja, relevantnega za sojenje, in/ali izvedbo eksperimenta (npr. pričanje očividcev ali za ugotavljanje duševnih motenj obtoženca), ki je neposredno relevanten za sodni proces;
- klinična vloga: vključuje oceno posameznikove osebnosti, inteligentnosti, nevrobiološkega funkcioniranja, duševnega stanja ali vedenja[11][12][13];
- presojevalna vloga: v civilnih postopkih, kot je na primer presojanje o duševnih bolečinah zaradi zanemarjanja, je vloga psihologa presojanje, ali je domnevna žrtev zmožna samostojnega življenja in/ali dela[10];
- svetovalna vloga: psiholog svetuje pred in/ali med sojenjem o tem, kakšna vprašanja postaviti priči nasprotne strani, vključno s sodnimi izvedenci. Vedenje, da je v sodni proces vključen še en psiholog, vpliva na povečano doživljanje stresa sodnih izvedencev pri pričanju na sodišču.[14]

Freckelton in Selby sta opredelila pet pravil o presojanju vrednosti pričanja sodnega izvedenca: 
1. Pravilo ekspertize: Ali ima priča dovolj znanja in izkušenj, da lahko kot sodni izvedenec doprinese k odločanju v sodnem postopku?
2. Pravilo področja ekspertize: Je zatrjevano znanje sodnega izvedenca priznano s strani drugih psihologov, ki bi potrdili njegovo teoretično in eksperimentalno vrednost?
3. Pravilo osnove: V kolikšni meri lahko mnenje izvedenca temelji na zadevah, ki ne izhajajo neposredno iz njegovih lastnih ugotovitev? Zanašanje na material, ki ga sodišče ne more neposredno ovrednotiti v povezavi s primerom, zgreši temeljni princip dokaznega gradiva.
4. Pravilo splošne razgledanosti: Ali informacije, ki naj bi jih posredoval sodni izvedenec, res zahtevajo vpoklic zunanjega eksperta ali lahko sodišče do zaključkov pride tudi samo, na podlagi splošne razgledanosti in zdravorazumskega razmišljanja?
5. Pravilo podajanja zaključkov: Bo mnenje sodnega izvedenca nadomestilo funkcijo sodišča, da samo presodi o zadevi (npr. psiholog poda pričanje, ki vsebuje zaključke, do katerih bi moralo pridi sodišče na podlagi objektivno predstavljenih dejstev)? V takih primerih se pričanje sodnega izvedenca zavrne.

## Pravni psihologi v Sloveniji
Pravni psihologi so v Sloveniji zaposleni predvsem v centrih za socialno delo in kot sodni izvedenci. Ugotovitve, ki jih posredujejo sodni izvedenci, morajo biti splošno sprejete v znanstvenem okolju.